# Bańka Lyman-alfa 1
Bańka Lyman-alfa 1 (LAB-1) – wielki obłok gazu, o średnicy około 300 000 lat świetlnych, znajdujący się w południowym gwiazdozbiorze Wodnika, około 11,5 mld lat świetlnych od Ziemi, z przesunięciem ku czerwieni równym 3,09. Został odkryty przypadkowo w 2000 roku przez C. Steidela i jego współpracowników, gdy badali oni galaktyki o wysokim przesunięciu ku czerwieni za pomocą 200-calowego (5,08 m) Teleskopu Hale w Obserwatorium Palomar. Naukowcy badali ilość galaktyk w młodym Wszechświecie, podczas gdy dostrzegli dwa obiekty, określone później mianem baniek Lyman-alfa – dużych skupisk gazów, emitujących linie spektralne, znane jako Lyman alfa.
LAB-1 jest pierwszą odkrytą bańką, stąd w jego nazwie jest liczba 1. Ponadto jest największym znanym (300 000 lat świetlnych, trzy razy większy od Drogi Mlecznej). Na zdjęciach bańka ma zielony kolor ze względu na „kombinację” wysokiego przesunięcia ku czerwieni (z = 3) i ultrafioletowej natury obiektu. Zdjęcia wykonane przez zespół teleskopów VLT należący do ESO wykazały, że znaczna część światła emitowanego przez bańkę jest spolaryzowana; proporcje wzrastające do wartości ok. 20% przy promieniu około 45 kiloparseków (145 000 lat świetlnych), formują ogromny pierścień wokół bańki.
Wciąż nie wiadomo, dlaczego ten obiekt emituje linie spektralne Lyman alfa. Istnieją przypuszczenia, iż do Ziemi dochodzi światło z galaktyk, znajdujących się w obrębie centralnego rejonu bańki. Tak intensywne światło może pochodzić z aktywnych galaktyk lub supermasywnych czarnych dziur, aktywnie absorbujących materię. Inna teoria głosi, że światło pochodzi z ochładzającego się gazu, „wpadającego” w centra młodych galaktyk, które prawdopodobnie pochodziły z włókien galaktycznych (podejrzewa się, iż galaktyki formowały się w miejscach przecinania się tych włókien). Jednak sama charakterystyka polaryzacji zaprzecza tej teorii.